# UL
För andra betydelser, se UL (olika betydelser).
UL är varumärket för den kollektivtrafik som bedrivs av Trafik och samhälle, en förvaltning inom Region Uppsala verksam sedan 1 januari 2012. Fram till 31 december 2018 hette den Kollektivtrafikförvaltningen UL. Förvaltningen är en regional kollektivtrafikmyndighet och trafikhuvudman för kollektivtrafiken i Uppsala län. Förvaltningen är underställd Trafik- och samhällsutvecklingsnämnden.
Verksamheten leds av en förvaltningschef som också är trafikdirektör.

## Trafik
All trafik, förutom stadstrafiken i Uppsala samt linjerna 110, 111 och 115, upphandlas på entreprenad. Upphandlingarna gäller regionbusstrafik i Uppsala län, som även fortsätter till angränsande län (Furuvik och Gävle i Gävleborgs län, Sala och Västerås i Västmanlands län, Strängnäs i Södermanlands län och Sigtuna, Hargshamn, Arlanda och Norrtälje i Stockholms län).

Under 2019 var antalet passagerare (mätt i antal påstigningar) 52,5 miljoner, varav 27,5 miljoner var i stadstrafiken, 12,2 miljoner i regiontrafiken, 4,8 miljoner på Upptåget (då en del av UL) och 8,2 miljoner på SL-pendeln. 

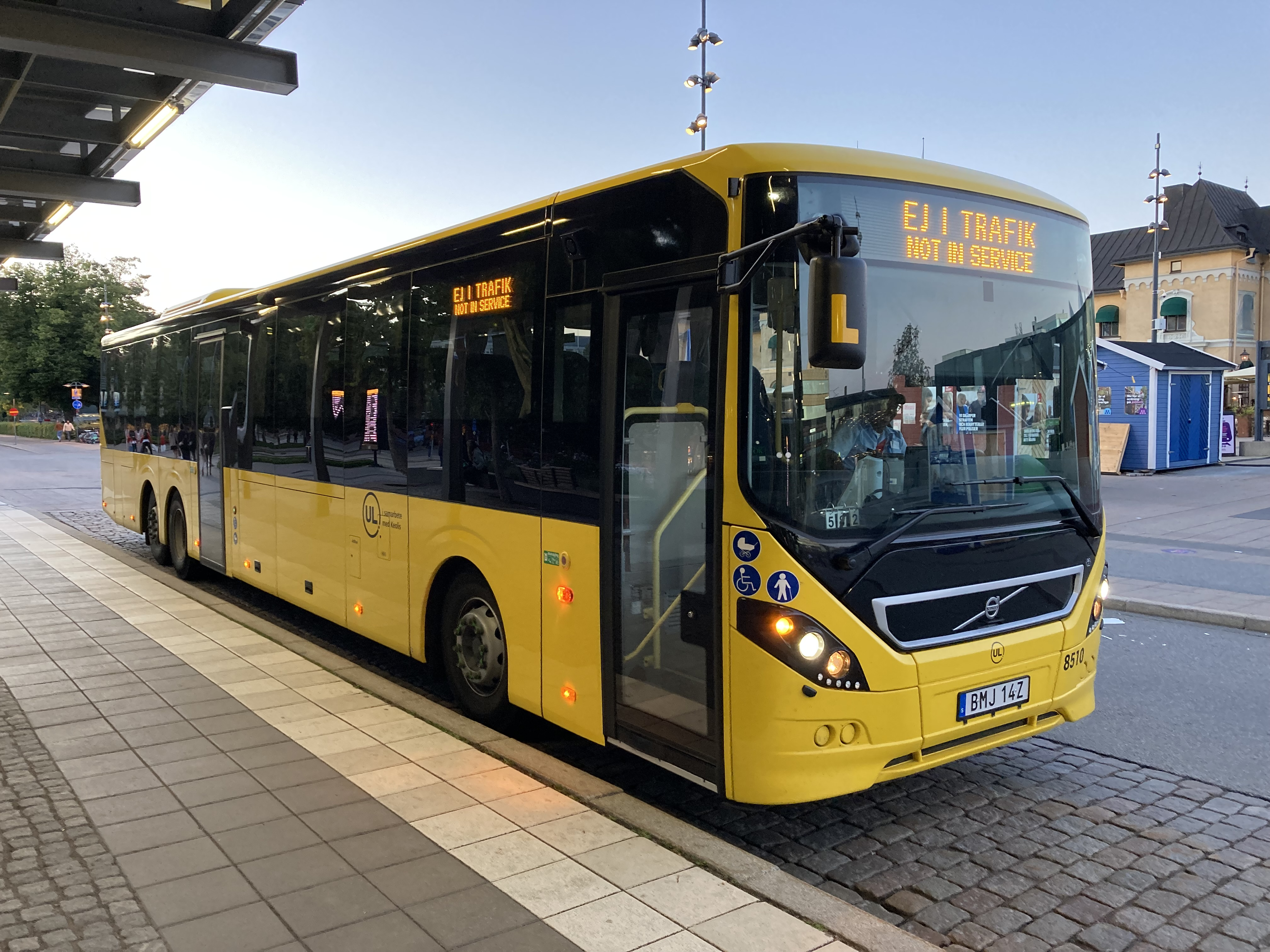
En gul regionalbuss av typ Volvo 8900 på Uppsala centralstation.

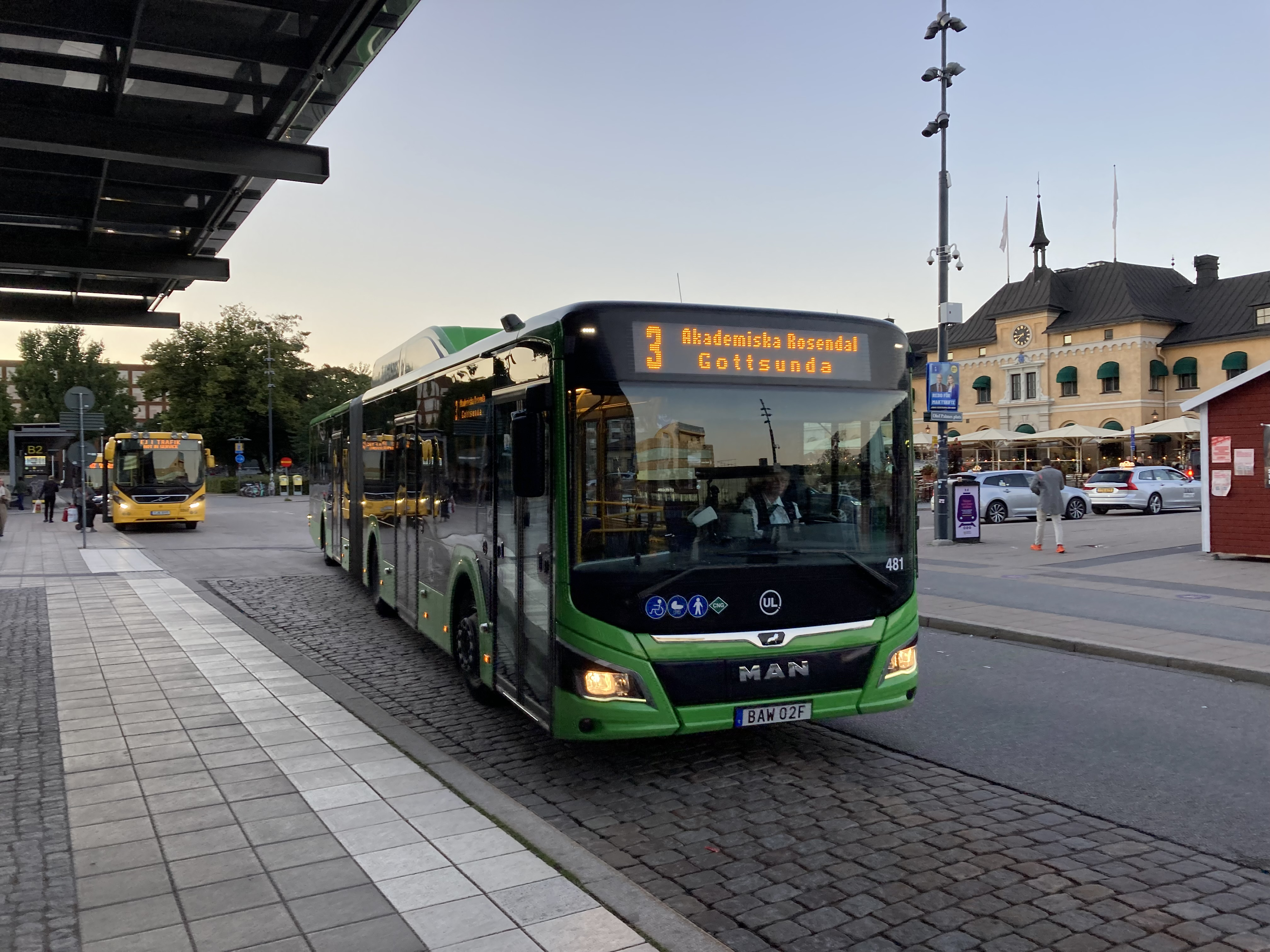
En grön stadsbuss av typ MAN Lion's City 18c CNG EfficientHybrid på Uppsala centralstation.

Tidigare bedrev UL regionaltågstrafik i under varumärket Upptåget med linjerna Uppsala–Gävle och Uppsala–Sala. Trafiken överfördes den 12 juni 2022 till Mälardalstrafik med deras varumärke Mälartåg.
Mellan 2007 och 2009 körde UL även busstrafiken mellan Östervåla i Heby kommun och Österfärnebo i Sandvikens kommun i Gävleborgs län via Kerstinbo och Gysinge genom projektet Gysingelänken.

### Busstrafik

#### UL bedriver busstrafik på flera områden
- Stadsbussarna i Uppsala; 14 linjer inom Uppsala stad, linje 1–14. Trafiken är inte upphandlad och körs av Region Uppsalas eget bussbolag Gamla Uppsala Buss.
- Stadsbussarna i Enköping; 3 linjer inom Enköping tätort. Trafik är upphandlad av Keolis.
- stadstrafik i Bålsta; en linje (men fyra planerade.) som kör inom Bålsta tätort. Trafik är upphandlad av Keolis.
- Regionbussarna, som trafikerar hela länet. Trafiken körs av bussbolag varav två av dessa är upphandlade. Linje 110, 111 samt 115 är inte upphandlade och körs av Gamla Uppsala Buss. De större och allra flesta linjerna körs sedan sommaren 2022 av Keolis. De mindre landsbygdslinjerna körs av Mohlins Bussar.
- Det finns även tätortsbussar i Knivsta och Bålsta. Tätortstrafiken i Knivsta körs av Mohlins Bussar.
- Vidare bedriver även UL skoltrafik på uppdrag av länets kommuner. Skoltrafiken körs av Mohlins Bussar.
- Sommaren 2022 skapades även ett nytt stadsbusslinjenät i Enköping som ersatte den tidigare tätortstrafiken, bussarna fick även samma gröna färgsättning som stadsbussarna i Uppsala.
- I december 2023 startade första linjen i ett nytt tätortslinjenät i Bålsta.

## Verksamhet
Trafik och samhälle ansvarar för den operativa administrationen av kollektivtrafiken, upphandlar och beställer trafik från trafikföretag, sköter om hållplatser och bussarnas betalterminaler, samordnar tidtabeller och priser samt står för all försäljning av biljetter (via UL Center på Uppsala centralstation, via internet eller betalautomater, eller via ombud). Hälften av finansieringen för kollektivtrafiken kommer av biljettintäkter och hälften via skattefinansiering (2016).

## Grafisk profil
Sommaren 2005 ändrade UL sin grafiska profil. Från sommaren 2006 skulle alla länsbussar vara omlackerade i gult (efter att sedan 2003 haft grå färgsättning med rödbruna inslag). Hösten 2009 bytte UL sin dåvarande logotyp med texten Upplands Lokaltrafik till en helt ny variant som bara består av UL med en ring runt med en prick i. Pricken ska symbolisera kunden.